# Salvia greatae
Salvia greatae es una planta perenne de la familia de las lamiáceas. Es originaria de California, donde se encuentra en las altas montañas del desierto del sur Riverside y norte Imperial Counties, principalmente en la Sierra de Orocopia y la Sierra del Chocolate. Es un miembro de la flora del desierto. Está estrechamente relacionada con Salvia funerea.

## Descripción
Este arbusto de pequeñó y redondeado y arbusto bajo que alcanza un tamaño de un metro de altura, con sus ramas recubiertas de pelos glandulares. La hoja perenne, y peluda mide hasta 2 centímetros de largo, los bordes alineados con varios largos y puntiagudos dientes con puntas de espinas. Las flores nacen en racimos interrumpidos a lo largo de las ramas del tallo. Cada flor tiene una corola tubular con doble labio de alrededor de un centímetro de largo en un tono morado rosáceo. La corola está rodeado de lana, con sépalos espinosos.

## Taxonomía
Salvia Salvia greatae fue descrita por Townshend Stith Brandegee y publicado en Zoë 5: 229. 1906.
Etimología
Ver: Salvia
greatae: epíteto otorgado en honor del botánico Louis Greata.
Sinonimia